# Glasser
Cameron Mesirow, bedre kendt som Glasser, er en producer og sangerinde fra USA.